# يخدان (فريمان)
يخدان (بالفارسية: یخدان) هي مستوطنة تقع في قسم سفيدسنغ الريفي في إيران. يقدر عدد سكانها بـ 22 نسمة بحسب إحصاء 2016.